# 玻丹·帕琴斯基
玻丹·帕琴斯基（波蘭語：Bohdan Paczyński，或翻譯為帕欽斯基，1940年2月8日—2007年4月19日），波蘭天文學家，是恆星演化、吸積盤以及伽玛射线暴理論中居領導地位的科學家。

## 生平

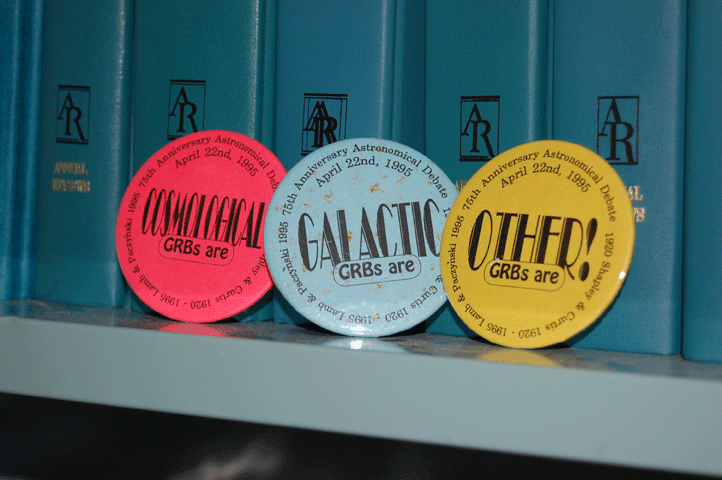
玻丹·帕琴斯基於1995年曾參與一個公開的辯論，主題是伽玛射线暴的距離是在宇宙尺度還是在銀河系內。這些塑膠牌是辯論後由聽眾投票用。帕琴斯基去世後在其辦公室內發現

帕琴斯基於1940年2月8日出生於立陶宛維爾紐斯，雙親分別是律師和波蘭文學教師。1945年他和家人一起遷往波蘭克拉科夫，再於1949年遷往華沙。帕琴斯基於18歲時就在《天文學報》（Acta Astronomica）發表第一篇學術文章。1959年到1962年他在華沙大學學習天文學。1964年他在斯特凡·彼得羅夫斯基和沃茲米爾·索恩的指導下取得博士學位
1962年帕琴斯基成為波蘭國家科學院天文中心的成員，他在該機構研究天文接近二十年。1974年他取得特許任教資格，1979年成為教授。因為他在理論天文學上的工作，36歲時他成為波蘭國家科學院最年輕的成員。
1981年帕琴斯基訪問美國，並在加州理工學院對之前在華沙研究單位的實習者進行一系列講學。之後波蘭進入戒嚴狀態，他因此決定留在美國。並成為普林斯頓大學小萊曼·史匹哲天文物理學教授（The Lyman Spitzer Jr. Professor of Astrophysics）。
帕欽斯基是光學重力透鏡實驗（Optical Gravitational Lensing Experiment, OGLE，由華沙大學天文台的安傑依·烏戴斯基主持）和自動化全天巡天（All Sky Automated Survey, ASAS，與格熱戈日·波吉勉斯基共同建立）的發起人。
他利用重力透鏡發展出了發現新天體和測量其質量的新方式，並獲得國際的認可；而他也被公認是術語重力微透鏡的提出者。同時他還很早就提出伽玛射线暴的距離是在整個宇宙的尺度上。
他的研究主要是在恆星演化、重力透鏡、重力微透鏡、變星、伽玛射线暴和星系結構。
1999年他成為第一位獲得英國皇家天文學會三個主要獎項的人：1987年他獲得愛丁頓獎章、1995年獲得喬治·達爾文講座（George Darwin Lectureship）、1999年再獲得英國皇家天文學會金質獎章。
2005年6月29日弗罗茨瓦夫大学授予他榮譽博士學位；2006年9月22日尼古拉·哥白尼托倫大學也授予他榮譽博士學位。
2006年1月他因為對於恆星演化以及對伽玛射线暴、聯星系統中的吸積盤、重力透鏡和宇宙論的貢獻獲得美國天文學會亨利·諾利斯·羅素講座榮譽。
2007年4月19日他因為腦癌在普林斯頓去世。

## 榮譽
獎項
- 德國天文學會卡爾·史瓦西獎章 (1981)
- 愛丁頓獎章 (1987)
- 丹尼·海因曼天体物理学奖 (1992)
- 亨利·德雷伯獎章 (1997)
- 英國皇家天文學會金質獎章 (1999)
- 布魯諾·羅西獎 (2000)
- 布鲁斯奖 (2002)
- 亨利·諾利斯·羅素講座 (2006)

命名事物
- 小行星11755

## 外部連結
- Bohdan Paczynski's web page
- （波兰語） Bohdan Paczyński awarded with the title of doctor honoris causa by Wrocław University